# Mel Ferrer
Mel Ferrer, vlastním jménem Melchor Gaston Ferrer, (25. srpna 1917, Elberon, New Jersey, USA – 2. června 2008, Santa Barbara, Kalifornie) byl americký herec, filmový režisér a producent.
Původně chtěl být spisovatelem a napsal také několik knih, které však nebyly úspěšné, později pracoval jako redaktor a nakladatelský editor. U divadla začínal až koncem 30. let v New Yorku na Broadwayi, svoji první filmovou roli obdržel až v roce 1949. Během svého dlouhého života nakonec natočil jako herec více než 100 filmových a televizních děl, devět filmů sám režíroval, 18 filmů produkoval.
Od roku 1954 do roku 1968 první manžel americké filmové herečky Audrey Hepburnové. Společně spolu hráli pouze ve filmu Vojna a mír v roce 1956, dále v televizním filmu Mayerling v roce 1957. Audrey Hepburnová také hrála v jím režírovaném flmu Zelené údolí v roce 1959 a jím produkovaném filmu Čekej do tmy v roce 1967. Jejich manželství skončilo rozvodem v roce 1968, z tohoto manželství pochází syn Sean Hepburn Ferrer, který se stal také režisérem.
Má hvězdu na Hollywoodském chodníku slávy.